# Waxahachie

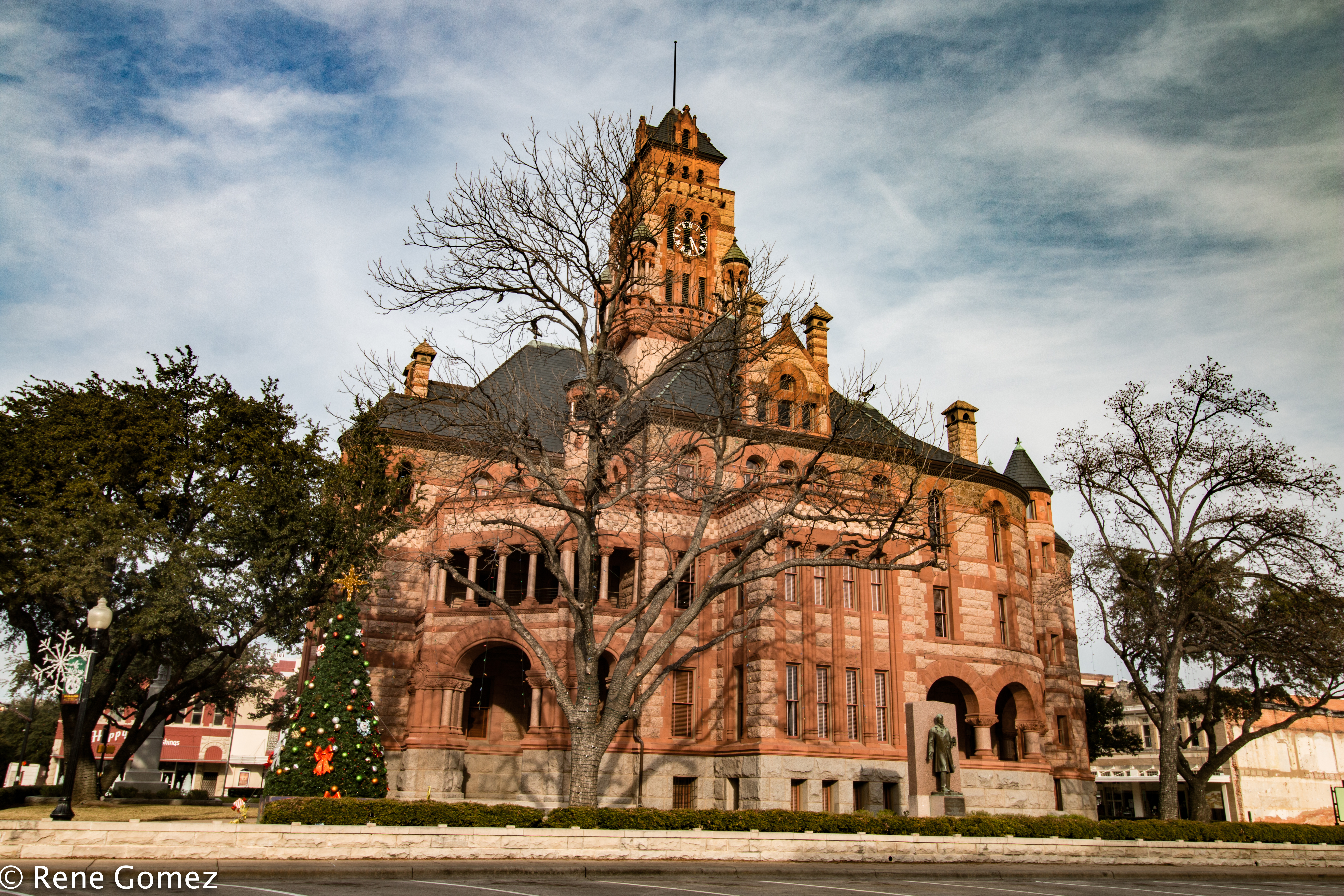
Budynek sądu hrabstwa Ellis.

Waxahachie – miasto w Stanach Zjednoczonych, w stanie Teksas, siedziba hrabstwa Ellis. Według spisu w 2020 roku liczy 41,1 tys. mieszkańców. Jest to południowe przedmieście aglomeracji Dallas.